# Centris restrepoi
Centris restrepoi là một loài Hymenoptera trong họ Apidae. Loài này được Moure mô tả khoa học năm 2002.